# Susarma
Susarma ou Susarman foi o quarto e último imperador do Império Kanva, dinastia que se estendeu num período de tempo entre o ano de 73 a.C. e o ano 26 a.C. Governou entre 40 a.C. e 30 a.C. Foi antecedido no trono por Naraiana Kanva e sucedido por Sri-Gupta, o primeiro imperador do Império Gupta.